# 神戸スポーツ映画祭
神戸スポーツ映画祭（こうべスポーツえいがさい、英：KOBE sports film festival、略称：KSFF）は、日本の兵庫県神戸市で2016年から開催されている、スポーツをテーマにした作品を上映する映画祭。

## 概要
日本での映画発祥の地であり、ボクシングなど各種スポーツ競技の日本での発祥の地でもある神戸市で、NPO法人スポーツ・ビジネス・サロンが企画して開催されている。地元企業などによる支援やクラウドファンディングを通じた個人の支援で資金を調達して、第1回目を2016年2月20日から1週間にわたり、元町映画館で開催した。2017年1月13日から20日に開催された第2回では、自主制作作品によるコンペティションを開催。2018年1月に行われた3回目からはスポーツ庁、兵庫県などが後援。

## 上映作品

### 2016（第1回）
- KANO 1931海の向こうの甲子園（2014年、台湾　野球）
- キッズ・リターン（1996年、日本　ボクシング）
- クラシコ（2010年、日本　サッカー）
- 人生はマラソンだ！（2012年、オランダ　マラソン）
- ハナ 〜奇跡の46日間〜（2012年、韓国　卓球）
- 60万回のトライ（2013年、日本　ラグビー）
- パンターニ　海賊と呼ばれたサイクリスト（2014年、イギリス　自転車）

### 2017（第2回）
- アンナプルナ南壁 7,400mの男たち（2012年、スペイン　登山）
- 沖縄を変えた男（2016年、日本　野球）
- コンカッション（2015年、アメリカ・イギリス　アメフト）
- ピンポン（2002年、日本　卓球）
- ペレ 伝説の誕生（2016年、アメリカ　サッカー）
- こころに剣士を（2015年、フィンランド・エストニア・ドイツ　フェンシング）

### 2018（第3回）
- アゲイン 28年目の甲子園（2015年、日本　野球）
- ウイニング・パス（2004年、日本　バスケットボール）
- おっさんのケーフェイ（2017年、日本　プロレス）
- 世界にひとつの金メダル（2013年、フランス・カナダ　馬術）
- ネクスト・ゴール！（2014年、イギリス　サッカー）
- MARCH（2017年、日本　サッカー）

### 2018-2019（第4回）
- グラス☆ホッパー（2013年、日本　ラグビー）
- サンゴーヨン☆サッカー（2014年、日本　サッカー）

## コンペティション最優秀賞

### 2017
- 紳士のスポーツ（2016年、宝隼也 監督、ゴルフ）

### 2018
- SUMMER RECORD（2017年、柴口勲 監督、バスケ）

### 2019
- あの日の伝言（2018年、遠藤健一 監督、ボクシング）映画部門
- URBAN UNION（2016年、福井崇志 監督、パルクール）短編映像部門

### 2020[4]
- 此岸の一輪花（西村拓也 監督）映画部門